# Playas de Asteiro, Canares y El Pariso
43°34′4.97″N 6°37′55.38″O / 43.5680472, -6.6320500
Las Playas de Asteiro, Canares y El Pariso se encuentran en el concejo asturiano de Navia y pertenece a la localidad asturiana de Vigo. La más conocida es la de «Asteiro o La Chuzia» que es un pedrero de una longitud de unos 25 m, una anchura media de unos ocho m y de forma triangular siendo la más grande de las tres. Su entorno es rural, con un grado de urbanización medio y una peligrosidad media. El acceso peatonal es de unos quinientos m de longitud. Asteiro, lamás conocida, tiene forma de cala alargada con acantilados verticales y al fondo se abre en forma de concha rodeada de pastizales por lo que, aunque no puede considerarse como playa convencional, los vecinos de Santa Marina y Vigo (de Asturias) la suelen utilizar. Las playas de «Canares» y «El Pariso» la utilizan pescadores de caña pero en pequeño número.
Para acceder a ellas hay que partir de la localidad de Vigo (de Asturias) y el camino para las tres parte desde el mismo centro del pueblo pudiendo aparcar muy cerca de cualquiera de las tres playas pero el final del camino hay que hacerlo a pie. Por sus proximidades pasa la «senda costera» hasta la localidad de Barayo y a las proximidades de Puerto de Vega. Si bien las únicas actividades que se pueden hacer en estas playas son la pesca recreativa y la submarina, no es recomendable bajar a ellas por la peligrosidad del descenso.